# Kombinirano učenje
Kombinirano učenje je koncept učenja in poučevanja, pri katerem se spajajo in mešajo različni učni slogi in se uporabljajo najrazličnejši učni pripomočki – od virtualnih do fizičnih. Učni slogi se nanašajo na številne različne načine, ki jih ljudje uporabljajo pri učenju. Kombinirano učenje prav učnim slogom daje prednost: na eni strani z vključevanjem najrazličnejših nalog in dejavnosti v pouk, na drugi pa z uporabo računalniške tehnologije, e-gradiv, interakcije med mentorjem in udeleženci ter med samimi udeleženci učnega procesa oz. tečaja.
Mentor lahko pri pouku kombinira dvoje ali več metod poučevanja. Tipičen primer takšnega kombiniranja je, ko se samostojno učenje z uporabo računalniške tehnologije dopolnjuje z neposrednim stikom (angl. face-to-face). Mentor lahko tečaj začne z dobro strukturirano kontaktno učno uro v razredu, nato pa prek spleta udeležencem tečaja posreduje ustrezno učno gradivo. 
Izraz se lahko uporablja tudi, kadar gre za kombinacijo e-učenja in uporabe računalnikov pri kontaktni uri v razredu, kjer pa hkrati prihaja tudi do neposredne interakcije med mentorjem in učečimi se. Za ustrezna navodila in vodenje, zlasti kar zadeva uporabo računalniške tehnologije, naj bi bilo poskrbljeno že v začetnih fazah učnega procesa; spretnost uporabe računalnika naj bi bil tudi že del na tečaju pridobljenih znanj.
Vloga mentorja je pri kombiniranem učenju odločilna: mentor ni samo učitelj v klasičnem smislu (ki pomaga, usmerja, razlaga), ampak hkrati učeče se uvaja v čim bolj samostojno učenje in jim ga olajšuje. V kontekstu vseživljenjskega učenja se pogosto dogaja, da imajo starejše generacije, ki se vključujejo v izobraževanje, omejene spretnosti pri uporabi elektronskih medijev. V tem primeru je mentor tudi pomočnik pri uporabi računalnika in računalniških aplikacij ter pri dostopanju do interneta. 

## Uporaba izraza
Ob sodobni razširjenosti visokih tehnologij v mnogih državah se izraz kombinirano učenje pogosto nanaša na uporabo elektronskega oz. e-učenja, mobilnega oz. m-učenja in drugih učnih pripomočkov. Nekateri so mnenja, da organizacija dela pri kombiniranem učenju temelji na e-mentorstvu oz. e-tutorstvu. Pri tem se običajno kombinirajo e-učenje in določene oblike mentorjevega posredništva, vendar pa je treba poudariti, da mentorjeva udeležba v kontekstu e-učenja ni nujna. Po drugi strani pa je tudi e-mentorstvo oz. e-tutorstvo lahko povsem samostojna (nekombinirana) oblika učenja oz. poučevanja.
Heinze in Procter sta takole opredelila kombinirano učenje v višjem šolstvu/izobraževanju:
Kombinirano učenje je učenje, ki ga olajšuje učinkovito kombiniranje različnih načinov posredovanja učnih vsebin, metod poučevanja in učnih slogov in ki temelji na transparentni komunikaciji med vsemi udeleženimi na tečaju. 
(Heinze, A., in C. Procter 2004: Reflections on the Use of Blended Learning. Education in a Changing Environment conference proceedings. University of Salford, Salford, Education Development Unit; ).
Glavni pomisleki ob tej definiciji veljajo togemu vztrajanju avtorjev pri pojavih, kot so komunikacija, transparentnost, udeleženci in tečaji. Ti pojavi namreč nimajo jasnega in enoumnega pomena v okoljih zunaj višjih (in drugih institucionaliziranih) izobraževalnih sistemov. Z drugimi besedami: zgornja opredelitev ni uporabna v okoljih, kjer se pri kombiniranem učenju »transparentnosti komunikacije« ne problematizira tako kot v institucionaliziranih okoljih. To bi npr. veljalo za sisteme umetne inteligence, sisteme šolanja živali, ki jih prav tako lahko štejemo h kombiniranemu učenju, saj uporabljajo kombinirane učne pripomočke.
Nekatere prednosti kombiniranega učenja so: ugodna cena (glede na učinek) tako za izvajalca (institucijo) kot za učečega se, dostopnost izobraževanja tudi po šolanju in prilagodljivost urnika. Nekatere slabosti pa so: omejen dostop do računalnika in interneta, omejeno znanje pri uporabi računalniške tehnologije, učne navade – slabosti, ki se pojavljajo tudi pri učenju v »fizičnih« izobraževalnih ustanovah.
Omenimo naj, da nekateri avtorji raje govorijo o »hibridnem učenju« (tako severnoameriški viri) ali »mešanem učenju«, dejstvo pa je, da vsi ti koncepti e-orodja in tehnike kombinirajo z drugimi.

## Nekateri sistemi kombiniranega učenja
- Willow[mrtva povezava].
- Nvolve je nov pristop, ki kombinira učenje v razredu, preko spleta in mobilne tehnologije.

EU v okviru Socratesovih programov financira razvoj tečajev kombiniranega učenja za nekatere evropske jezike z manjšim številom govorcev. Razvojna projekta TOOL (Tool for Online and Offline Language Learning) in ALL (Autonomous Language Learning) koordinirata EuroEd Foundation s sedežem v Iasiju, Romunija, oziroma CNAI s sedežem v Pamploni, Španija. Oba omenjena projekta razvijata učni načrt in gradivo na stopnji A2 (angl. Waystage) Skupnega evropskega jezikovnega okvira (Common European Framework of Reference). ALL vključuje tečaj romunščine, turščine, litvanščine in bolgarščine, TOOL pa tečaj slovenščine, nizozemščine, madžarščine, estonščine in malteščine.
Gre za velik razvojni projekt, saj gre za prvi tovrstni tečaj zgoraj omenjenih jezikov, hkrati pa se razvijajo tudi aplikacije za sodobne komunikativne oblike učenja v teh jezikih. Tečaje in gradiva razvijajo delovne skupine strokovnjakov v partnerskih institucijah – večinoma gre za državne ali zasebne univerze ter zasebne jezikovne šole. 
Več informacij na spletnih straneh: 
- http://www.allproject.info/ Arhivirano 2008-08-21 na Wayback Machine.
- http://www.toolproject.eu/ Arhivirano 2008-12-05 na Wayback Machine.
- http://www.euroed.ro/

Zunaj akademskega okolja kombinirano učenje pridobiva veljavo med različnimi podjetji, bržkone prav zaradi ugodnejše cene v primerjavi s tradicionalnimi načini učenja in poučevanja. Ena prvih tovrstnih komercialnih ponudb je prišla iz Virtual Collegea, ki je sredi 90. let dvajsetega stoletja razvil sistem kombiniranega učenja NVQ.